# Jagdstaffel 42
A Jagdstaffel 42, conhecida também por Jasta 42, foi um esquadra de aeronaves da Luftstreitkräfte, o braço aéreo das forças armadas alemãs durante a Primeira Guerra Mundial. A Jasta 42 abateu 30 aeronaves inimigas durante a sua existência.